# Råjord
Råjord er den del af jordbunden, som er helt rå, dvs. uden iblanding af organisk stof. Man kan forestille sig, at råjordsplanum er den overflade, som lå tilbage, da morænelandskabet blev blottet ved isens tilbagetrækning for ca. 13.000 år siden.
I tiden indtil opdyrkningen af landet blev indledt i yngre stenalder var denne oprindelige overflade blevet dækket af et betydeligt lag overjord, som var opstået gennem årtusinders skovdækning.
Først udpiningen af Vestjylland omkring år 0 førte til, at råjorden igen lå blottet. Det gav plads for den kulturskabte vegetation, som kaldes hede. Og først med de dybtgående, traktortrukne plove, som bruges i dag, hentes råjorden af og til frem i lyset igen.
Råjorden består af de blandede eller sorterede jordpartikler, som lå der før planter og dyr fandt egnede nicher og indledte successionen frem mod klimaks-vegetationen: urskov. Råjorden bestemmer jordbundstypen, for selv om dyrkningslaget indeholder meget organisk stof, så er det først og fremmest råjorden der sætter betingelserne i jordbunden. En råjord med et højt indhold af sand vil fremkalde en jordbund af typen "sandjord", mens en lerholdig råjord giver en jordbund af typen "lerjord".